# آیات الاخرس
آیات الاخرس، یک دختر فلسطینی از ساکنان شهر بیت‌لحم بود که در تاریخ ۲۹ مارس ۲۰۰۲ یک حمله انتحاری را در اورشلیم غربی را به انجام رساند و دو تن از شهروندان غیرنظامی یهودی را کشت.
او سومین و جوانترین زن انتحاری در سرزمینهای فلسطینی بود. او در هنگام انجام عملیات انتحاری خود به روایتی ۱۸ ساله و به روایاتی ۱۶ ساله بوده است.

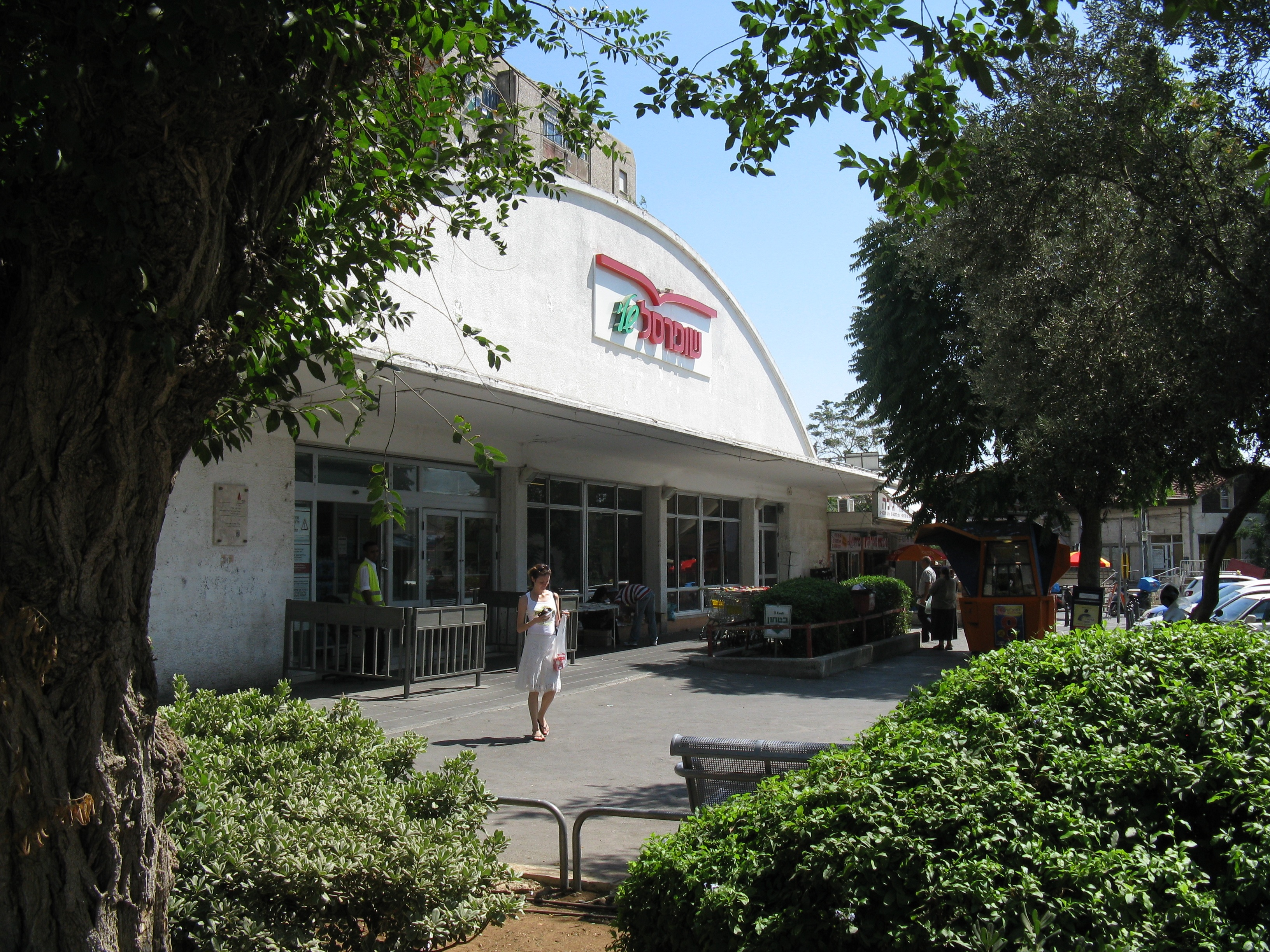
سوپرمارکتی که آیات الاخرس در آن عملیات انتحاری خود را به انجام رسانید.

جرج دبلیو بوش رئیس‌جمهور آمریکا دربارهٔ این حادثه گفت: 
 وقتی یک دختر ۱۸ ساله فلسطینی تحریک می‌شود که خود را منفجر کند و در حین عملیات یک دختر ۱۷ ساله اسرائیلی را بکشد، آینده خودش رو به مردن است. هم آینده مردم فلسطین و همچنین آینده مردم اسرائیل.
فیلم مستند مرگ در اورشلیم که به بازگویی همین واقعه و بازماندگان آنان می‌پردازد در سال ۲۰۰۷ از شبکه اچ بی او آمریکا پخش گردید.